# Alan Shoulder
Alan Shoulder (Bishop Auckland, 4 febbraio 1953 – Bishop Auckland, 2 febbraio 2025) è stato un calciatore e allenatore di calcio inglese, di ruolo attaccante.

## Carriera

### Giocatore
Shoulder iniziò la propria carriera calcistica nella squadra della propria città natale, Bishop Auckland, in cui rimase per sei anni. Nel 1977 approdò ai Blyth Spartans, divenendo uno dei protagonisti della loro cavalcata in FA Cup. Nel 1978 venne acquistato dal Newcastle Utd per la cifra di 20000 £. Alla corte dei Magpies disputò 107 partite di campionato segnando 35 reti. Nel 1982 fu acquistato dal Carlisle Utd

### Allenatore
In seguito al suo ritiro dalle attività agonistiche, decise di diventare un allenatore. Nel corso della sua carriera manageriale si sedette inizialmente sulla panchina del Gretna come assistente, poi su quella del Newcastle Blue Star come tecnico su base permanente. Negli anni seguenti ottenne numerosi incarichi sulle panchine di club militanti nelle serie inferiori, tra i più noti vi fu il suo approdo come tecnico ad interim al Gateshead. Dopo una breve parentesi alla guida dei Blyth Spartans, nel 2002 si unì al Bishop Auckland.